# Tropidocarpum
Tropidocarpum là chi thực vật có hoa trong họ Cải.